# Tovomita krukovii
Tovomita krukovii är en tvåhjärtbladig växtart som beskrevs av Albert Charles Smith. Tovomita krukovii ingår i släktet Tovomita och familjen Clusiaceae. Inga underarter finns listade i Catalogue of Life.